# Сан-Кожмаду
Сан-Кожмаду (порт. São Cosmado)  —  район (фрегезия) в Португалии,  входит в округ Визеу. Является составной частью муниципалитета  Армамар. По старому административному делению входил в провинцию Траз-уж-Монтиш и Алту-Дору. Входит в экономико-статистический  субрегион Доуру, который входит в Северный регион. Население составляет 707 человек на 2001 год. Занимает площадь 13,73 км².